# 더기 포인터
더기 포인터(Dougie Poynter, 1987년 11월 30일 ~ )는 잉글랜드의 베이시스트로, 맥플라이의 일원이다.